# Csellószvitek
A hat, szóló csellóra íródott szvitsorozat (röviden Csellószvitek, BWV 1007-1012) Johann Sebastian Bach műve. 
Azt, hogy Bach ezt a művet mikor és miért írta, tisztázatlan. Feltehetőleg a kötheni udvar csellistáinak készült (Christian Ferdinand Abel és Christian Linigke).
A szóló hegedűre írott művekkel szemben ebből sajnos Bach kezétől nem, csak Anna Magdalena Bach, Johann Peter Keller, valamint két ismeretlen  másolatában maradt fenn kotta. Ezek mind eltérő vonásokat, artikulációkat, illetve néhol hangokat tartalmaznak, így nehezítik a művek megértését.
A műveket manapság nem csak csellón adják elő, hanem brácsán, nagybőgőn, fagotton, gitáron, harsonán, tubán, cimbalmon és marimbán is.
A szvitek hangnemi:
- Nr. 1 – G-dúr
- Nr. 2 – d-moll
- Nr. 3 – C-dúr
- Nr. 4 – Esz-dúr
- Nr. 5 – c-moll
- Nr. 6 – D-dúr

A tételek általában ugyanazt a felépítést követik:
- Prelúdium
- Allemande
- Courante
- Sarabande
- Menüett I/II (Nr. 1 és 2), ill. Bourrée I/II (Nr. 3 és 4), ill. Gavotte I/II (Nr. 5 és 6)
- Gigue

Ezek a művek a csellóirodalom virtuózabb darabjai közé sorolhatók, Bach kortársainak műveinél (például Vivaldi Csellószonátáinál) sokkal nehezebbek.
Ez az egyik ciklus, amely beigazolta a cselló létjogosultságát szólóhangszerként.